# Cirrhilabrus lunatus
Cirrhilabrus lunatus Randall & Masuda, 1991 è un pesce d'acqua salata appartenente alla famiglia Labridae.

## Distribuzione e habitat
Proviene da Taiwan, isole di Okinawa, Bali, Ogasawara e Indonesia, nell'oceano Pacifico. Vive nella barriera corallina, nuota tra i 23 e i 55 m di profondità.

## Descrizione
Presenta un corpo di piccole dimensioni, compresso lateralmente e mediamente allungato. La testa ha un profilo piuttosto arrotondato, gli occhi sono grandi, gialli o rossi. La lunghezza massima registrata è di 8,5 cm per i maschi e 4,5 cm per le femmine.
Il dimorfismo sessuale è abbastanza marcato. Le femmine sono prevalentemente arancioni con delle sottili linee orizzontali più scure che partono dalla bocca e terminano sul peduncolo caudale. La pinna caudale ha il margine arrotondato, e come le altre pinne è trasparente.
I maschi adulti hanno il dorso brunastro, più o meno scuro, e presentano un'area giallastra-arancione sul corpo e alla base della pinna dorsale. Sulla testa e sul dorso sono presenti delle striature rosse, sottili, e gli occhi sono dello stesso colore. La zona intorno alla bocca è blu, come la base della pinna dorsale e il bordo della pinna caudale, a forma di mezzaluna con i raggi esterni molto allungati. Le pinne sono nere.
Somiglia molto al più piccolo Cirrhilabrus brunneus.

## Riproduzione
La fecondazione è esterna. È oviparo, ma non ci sono cure nei confronti delle uova.

## Conservazione
Nonostante sia ricercata negli acquari, questa specie non è a rischio di estinzione, infatti viene classificata dalla lista rossa IUCN come "a rischio minimo" (LC).